# Retablo del panteón familiar del Greco
El Retablo del panteón familiar del Greco se considera la última estructura arquitectónica —en madera dorada— diseñada por el Greco.

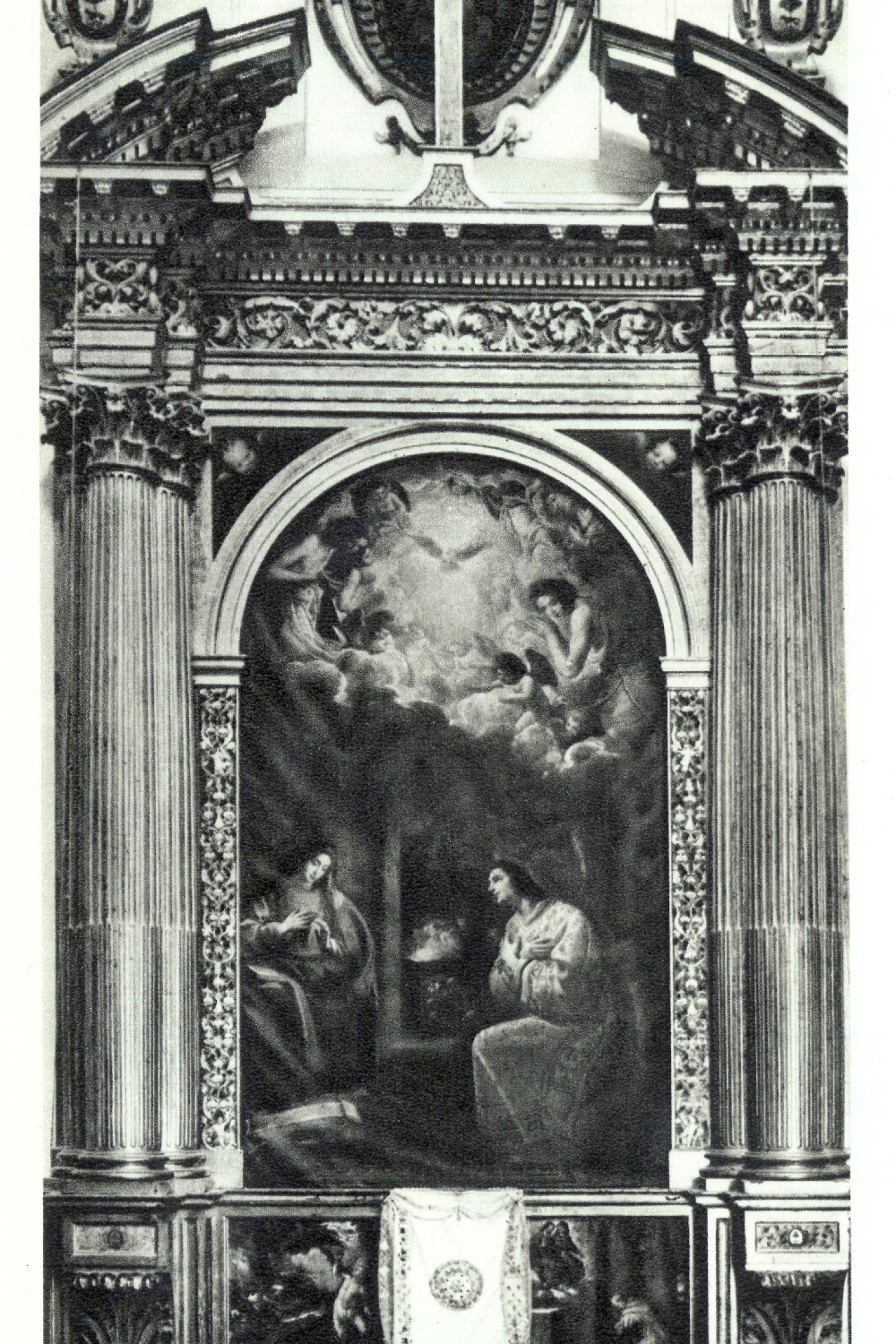
Retablo para el panteón familiar del Greco, según la publicación de Halldor Soehner.

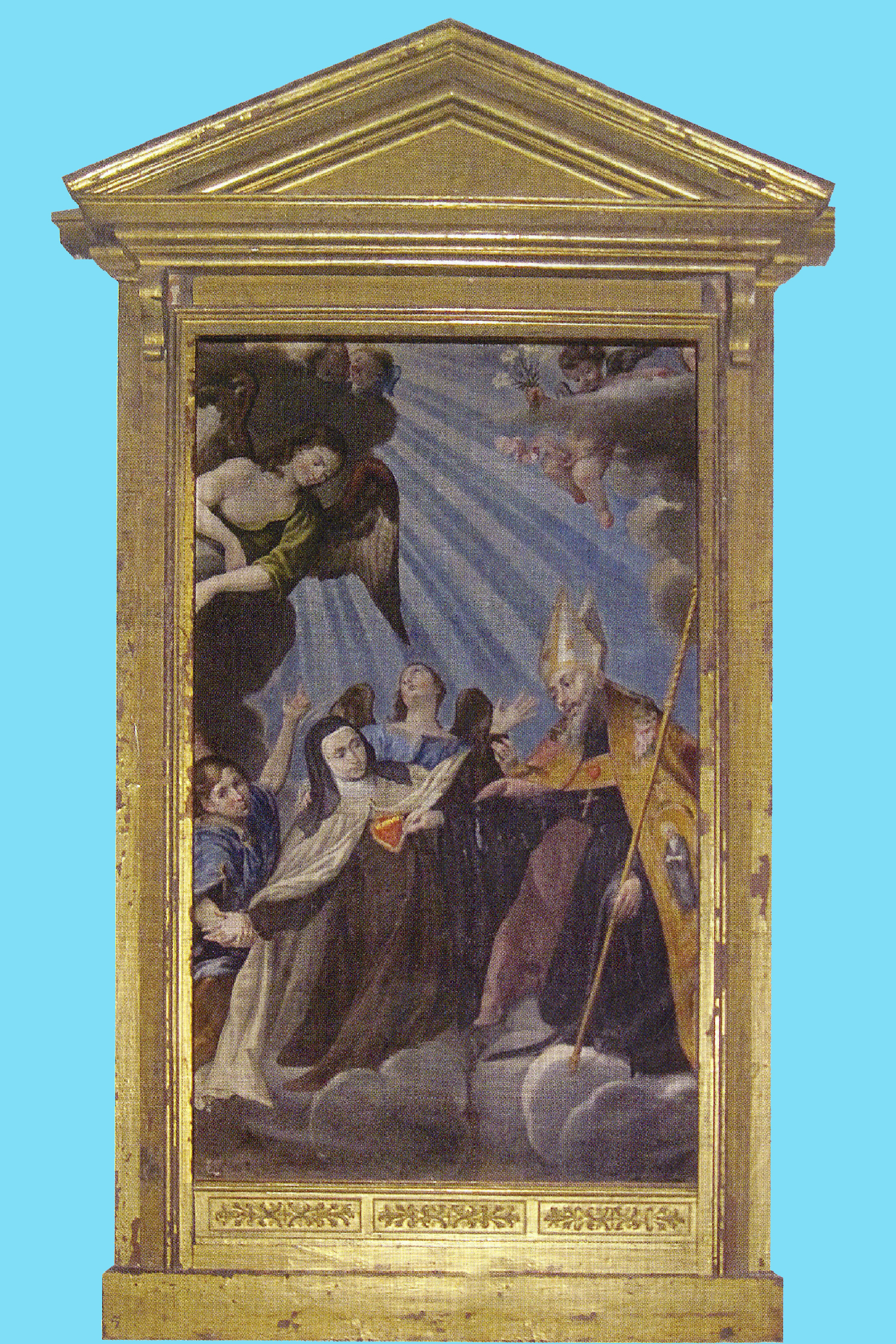
Retablo para el panteón familiar del Greco, según Fernando Marías.

## Introducción
El monasterio de Santo Domingo de Silos es llamado popularmente en Toledo «Santo Domingo el Antiguo», para distinguirlo del Monasterio de Santo Domingo el Real, edificado en una fecha posterior.
Santo Domingo el Antiguo fue fundado en el siglo XI por el rey Alfonso VI, después de la conquista de la ciudad. En 1576, se construyó una nueva iglesia, con los bienes de la fallecida doña María de Silva, cuyo albacea testamentario era Diego de Castilla. Esta iglesia estaba destinada a ser lugar de enterramiento de María de Silva y —posteriormente— también fue el lugar de enterramiento de Diego de Castilla.El Greco también quiso ser enterrado allí.

## El retablo
El 26 de agosto de 1612, el Greco arrendó una bóveda en dicha iglesia, para la construcción de su panteón familiar. Luis Tristán atestiguó que vio a su maestro pintar un lienzo para su propia capilla. Por tanto, en estas fechas, el Greco debió planear el retablo correspondiente. El Greco pintó para este retablo la Adoración de los pastores, actualmente en el Museo del Prado. Esta pintura fue sustituida por La Anunciación, firmada y fechada por Eugenio Cajés, en 1620, tras el cambio de patrocinador de la capilla.
La estructura arquitectónica en madera siempre ha permanecido en la iglesia, pero no fue reconocida sino hasta su publicación por Halldor Soehner en 1960. El retablo se encontraba originariamente en el lado de la epístola, donde hay una piedra con la inscripción cripta del Greco. En la actualidad, se sitúa en el lado del evangelio, al fondo de la nave, junto al coro de las monjas.
En 1772, Ponz comentó que en el retablo figuraba La Anunciación de Eugenio Cajés, y que la Adoración de los Pastores había sido trasladada a una capilla frente a la entrada de la iglesia. En 1845, Amador de los Ríos señaló que ambos lienzos continuaban en aquel mismo lugar. Después de un breve traslado, la pintura del Greco fue colocada en el remate en ático del retablo mayor de los Retablos de Santo Domingo el Antiguo, que había quedado vacío después de que las monjas hubieran vendido La Trinidad, alrededor de 1827. En 1954, La Adoración de los Pastores fue comprado por el Museo del Prado.

## Descripción del retablo

### Según Halldor Soehner
El altar diseñado por el Greco, al que se refieren unos documentos de 1618, podría ser el que identificó Halldor Soehner en 1960, con pleno acierto según Wethey. Discrepa de esta identificación Pérez Sánchez, pero La Anunciación de Eugenio Cajés es del año 1620, una fecha muy próxima a la cual Jorge Manuel Theotocópuli renunció al lugar de enterramiento familiar. Por lo tanto, es muy verosímil que la estructura del Greco fuera aprovechada por el nuevo patrocinador. Este retablo culminaría la trayectoria iniciada con los sobrios Retablos de Santo Domingo el Antiguo. En este sentido, cabe señalar que las columnas agrupadas en dos haces de tres —de orden corintio— aparecen en otras obras tardías, como en el retablo mayor de los Retablos del Santuario de la Virgen de la Caridad y recuerda el fondo arquitectónico de La expulsión de los mercaderes (Madrid).
El Greco, además de las columnas agrupadas, también repitió el remate partido que ya había utilizado en Illescas, en una escala y en una composición diferente. La ornamentación es más rica de lo habitual, ya que las hojas de vid y las rosetas en el friso —también utilizadas en aquel retablo— producen un hermoso efecto, al igual que los dentículos añadidos a las ménsulas. El gran escudo de piedra en el remate partido es el de doña María de Silva, la primera patrocinadora de la iglesia. Tanto en las columnas de ambos lados como en el basamento de piedra, aparece una pequeña divisa heráldica dentro de un escudo. Este detalle contiene la clave de la identidad del patrocinador que se hizo cargo del retablo, después de que las monjas cancelaran el contrato con Jorge Manuel —a causa de un pleito— en el año 1619.

### Según Fernando Marías
Según Fernando Marías, del panteón familiar de los Theotocópuli, solamente ha quedado en la iglesia una sencilla estructura, dentro de la cual hay un lienzo representando a San Agustín y a Santa Magdalena de Pazzi, que en algún momento sustituyó a la Adoración de los Pastores. Según este autor, este austero marco debió ser la estructura donde estaba colocado el lienzo del Greco.